# ابر برچسب

یک برچسب ابری با اصطلاحاتی مرتبط با وب ۲

ابربرچسب (به انگلیسی: Tag cloud) مجموعه‌ای از برچسب‌های وزن‌دار است. نمونه‌ای از یک tag cloud حاوی ۳۰ تا ۱۵۰ برچسب است. وزن هر برچسب توسط اندازهٔ رسم‌الخط (font) و نشانه‌های بصری تعیین می‌شود. درضمن، هیستوگرامها و نمودارهای کلوچه‌ای (pie charts) بیشترین استفاده را در نمایش تقریبیِ ده‌ها وزن مختلف دارند. ازاین‌رو، tag cloudها قادر به نمایش وزنه‌های بسیار بیشتری - گرچه با دقت کمتر - هستند. همچنین، برچسب‌ها دارای خصوصیت محاوره‌ای هستند: تگ‌های ابَرمتنی به کاربر اجازهٔ واکشیِ اطلاعات را نیز می‌دهند.

## تاریخچه
اولین بار از tag cloudها در یک سایت پربازدید به‌نام Flickr، که درزمنیهٔ اشتراک عکس فعالیت داشت، استفاده شد. بعد از آن، استفاده از tag cloud در دیگر سایت‌های وب ۲، مانند Del.ici.us و Technorati و... رواج یافت.
نقشه‌ها نیز از این ایده برای نشان دادن روابط اندازه‌ای بین اقلامی مانند اهمیت شهرها بهره بردند.